# Virginia Prince
Virginia Charles Prince (23 novembre 1912 – 2 mai 2009), née Arnold Lowman, est une activiste transgenre américaine. Elle est à l'origine du magazine Transvestia, de la Foundation for Personality Expression (FPE, « Fondation pour l'Expression de la Personnalité »),,,,,, puis de la Society for the Second Self (en) (« Société pour le Second Soi »), à destination des travestis hétérosexuels masculins.

## Biographie

### Jeunesse
Virginia Prince nait le 23 novembre 1912, à Los Angeles dans une famille protestante privilégiée et « … socialement prééminente… », d'un père chirurgien et d'une mère travaillant dans l'investissement immobilier,,. Assignée homme à la naissance, on la prénomme d'abord Arnold. Elle commence à se travestir vers l'âge de douze ans, au début avec les vêtements de sa mère. Plus tard, Virginia Prince se travestit de plus en plus fréquemment et fait pour la première fois l'expérience de passer pour une femme cis en public lors d'une fête d'Halloween à l'église, alors qu'elle a 18 ans. « […] Première occasion où [elle] [apparait] volontairement devant les autres en tant que fille… », elle remporte en effet un premier prix féminin à cette occasion.

### Études, mariage et poste à l'université de Californie
En 1931, Virginia Prince s'inscrit au Pomona College à Claremont, Californie. Elle y rejoint une fraternité et en sort diplômée en chimie en 1935.
Elle n'est alors pas aussi ouverte au sujet de son travestisme que plus tard dans sa vie. Après avoir consulté un psychiatre à 30 ans cependant, elle commence à être davantage à l'aise avec et à le vivre de façon plus ouverte. Ainsi, bien qu'elle ait été précédemment diagnostiquée comme ayant complexe d’Œdipe non résolu, elle se confie au Karl Bowman au sujet de son goût pour le cross-dressing. Celui-ci lui conseille alors « … de s'accepter… et d'y prendre du plaisir », en lui rappelant par ailleurs que beaucoup d'autres personnes vivent de manière semblable. Par la suite, Virginia Prince revient régulièrement sur sa rencontre avec le docteur Bowman et sur le thème de l'acceptation de soi dans son magazine Transvestia.
En 1939, Virginia Prince quitte l'université de Californie à San Francisco après avoir présenté un doctorat en pharmacologie. Elle rencontre alors une femme avec qui elle se marie en 1941. Le mariage est « un échec » cependant, ce que Virginia Prince attribue à son travestisme. Sept ans et un enfant plus tard, le couple divorce. Après que sa famille a appris que son travestisme était mentionné sur ses papiers de divorce, Virginia Prince se voit menacer par ses proches d'être reniée, tant sur le plan financier que sur le plan social, si la nouvelle vient à fuiter dans la presse — ce qui finit par arriver.
Désormais divorcée, Virginia Prince retourne à l'université de Californie où elle commence à travailler en tant qu’assistante de recherche et maitresse de conférence en pharmacologie. La bibliothèque de l'université possède une petite collection de littérature médicale sur le travestisme, et Virginia Prince en profite alors pour la consulter. C'est à cette époque également qu'elle commence à utiliser le nom de Charles Prince afin de cacher son identité civile. Celui-ci fait référence tant à son père (Charles) qu'à son adresse (Prince Street) . S'il est difficile de déterminer avec exactitude le moment où elle prend le prénom de Virginia, l'un de ses premiers écrits connus, l'article « Homosexuality, Transvestism and Transsexualism: Reflections on Their Etiology and Difference » (Homosexualité, Travestisme et Transsexualité: Réflexions sur Leur Étiologie et [leur] Différence), publié en 1957, est signé « C.V. Prince »,.

### Transvestia

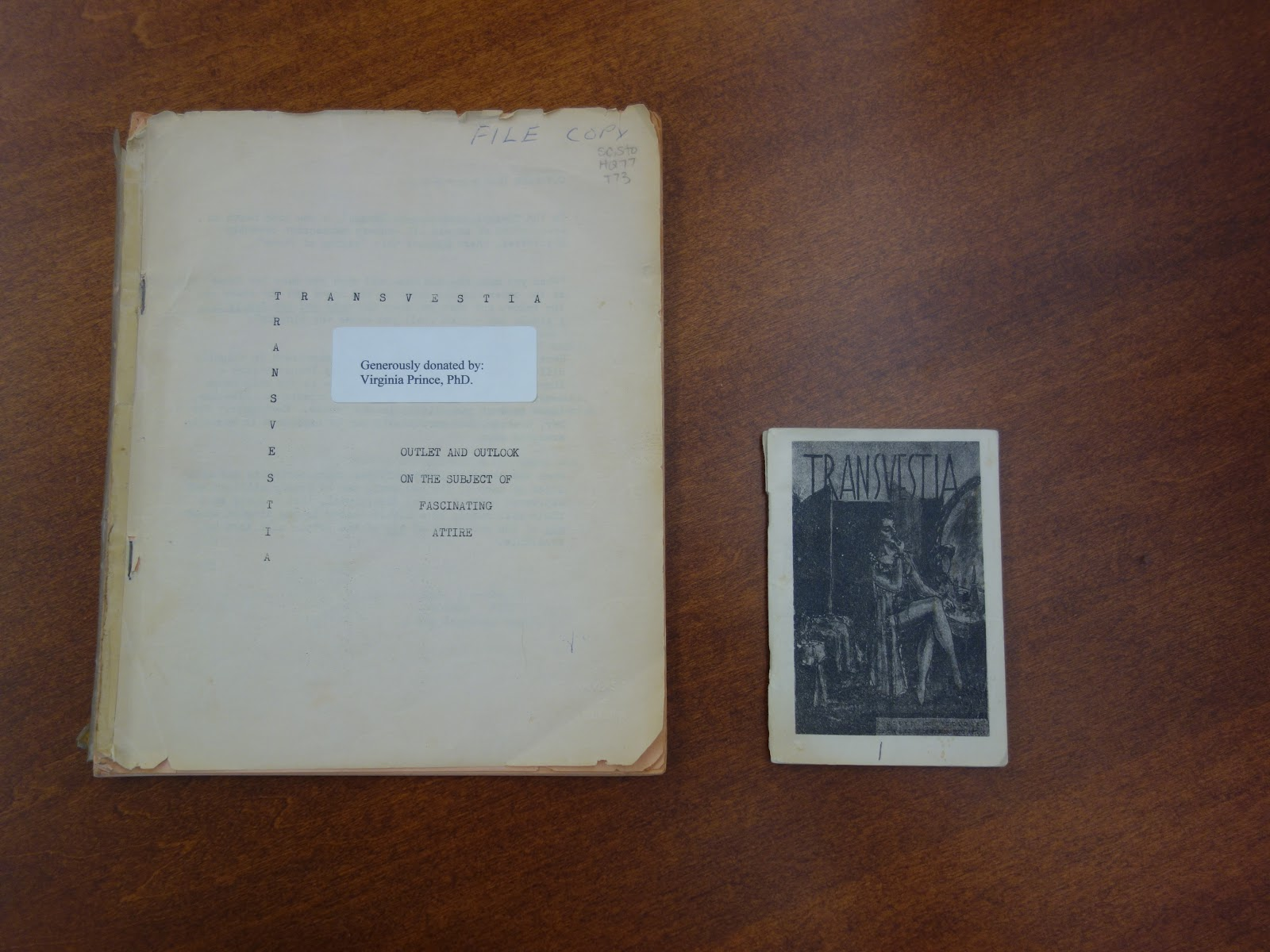
Dans un souci de discrétion, les deux premiers numéros de Transvestia ont été imprimés sur des pamphlets qui pouvaient être facilement dissimulés dans la main ou la poche de quelqu'un.

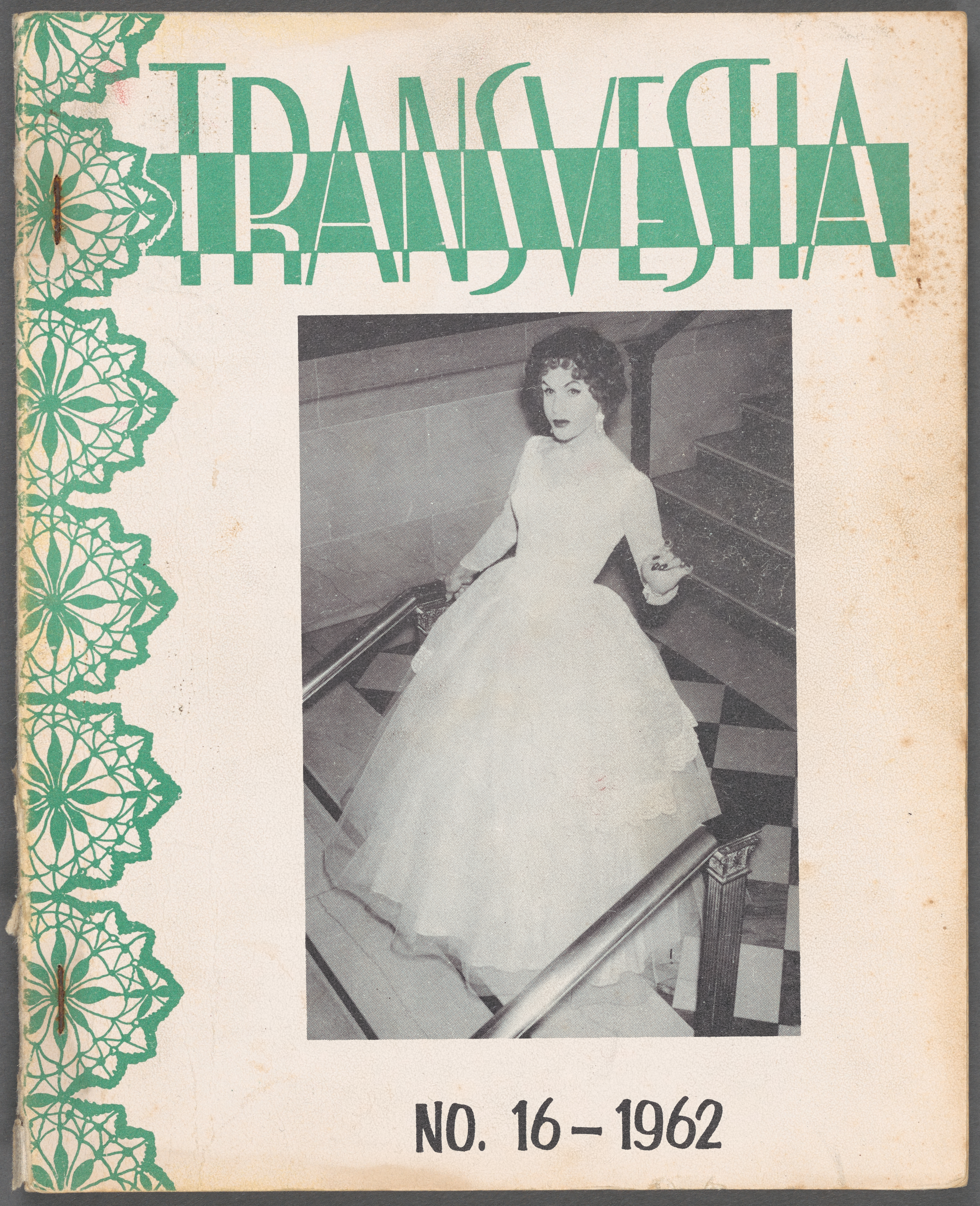
Couverture de Transvestia, numéro 16, de 1962.

Le premier numéro du magazine Transvestia (en) parait en 1960. Pour en financer la publication, Virginia Prince réunit cent dollars auprès de 25 connaissances, chacune lui en donnant quatre. Après quoi, elle fonde sa propre maison d'édition, Chevalier Publications, et vend le premier numéro de Transvestia par abonnement et via un réseau de librairies réservées aux adultes.
De 1960 à 1980, cent numéros Transvestia sont publiés, à raison d'un tous les deux mois environ. Ensuite, Carol Beecroft, cofondatrice de Chevalier Editions, succède à Virginia Prince et s'occupe d'éditer les onze numéros publiés jusqu'en 1986. En 1963, il est écrit sur la jaquette intérieure du magazine qu'il est « dédié aux besoins de l'individu sexuellement normal qui a découvert l'existance [sic] de son "autre côté" et cherche à l'exprimer ». Plutôt que d'être rédigé par une équipe rémunérée, Virginia Prince a dans l'idée que ce magazine soit « …écrit par… [s]es lecteurs… » et que son travail, à elle, ne soit que d'organiser et de catégoriser leurs contributions de manière adéquate.
S'adressant principalement à des travestis blanches de la classe moyenne, Transvestia est également rédigé par ces dernières et se fait le relai de leurs histoires. Virginia Prince elle-même, pour le dernier numéro qu'elle édite, livre un récit autobiographique en 1979. Dans ce 100e numéro, elle raconte ainsi ses premières expériences de cross-dressing, son divorce et comment elle a créé et édité Transvestia. Au fil du temps, la renommée du magazine traverse les mers et celui-ci finit par compter des abonnées à l'international, notamment au Royaume-Uni, en Scandinavie et en Australie.  
Le magazine a trois objectifs principaux : « promouvoir l'expression des personnes intéressées par la mode et les pratiques vestimentaires inhabituelles… informer ceux qui, ignorants, condamnent ce qu'ils ne comprennent pas… [et] éduquez ceux qui voient le mal là il n'existe pas. » Ces trois objectifs (éducation, divertissement et expression) sont promus dans un but « ...[d']aider… les lecteurs à atteindre la compréhension, l'acceptation de soi, [et] la tranquillité d'esprit ».
Bien que les histoires (vraies et fictives) occupent la majorité des pages de Transvestia, chaque numéro comporte cependant une section « person to person » (personne à personne) dans laquelle paraissent des annonces pour se rencontrer entre travestis, mais aussi pour échanger des biens et des services. Par ailleurs, les entreprises proposant des services à destination des personnes trans y font également leur publicité. Transvestia inclut également des articles (médicaux, psychologiques ou des op-ed sur n'importe quelle phase de travestisme), une boîte à questions (des questions des lecteurs qui justifiaient une réponse ou une discussion plus approfondie), une section dédiée aux épouses (à laquelle elles sont encouragées à contribuer en faisant part de leur avis sur le travestisme), une autre au courrier à destination de l'éditrice (questions, commentaires, remarques sans complaisance et bouquets [critiques et compliments]), et une dernière, générale, dans laquelle se retrouvent des poèmes, des actualités, ainsi que de courtes notes humoristiques, la plupart destinées à remplir les autres sections ou à couper des articles plus longs. Il s'agit ainsi de l'une des premières publications produites de manière participative.
Publié pendant plus de 20 ans, Transvestia n'a pas de succès à l'origine. Dans son numéro autobiographique, Virginia Prince raconte que, le magazine étant alors imprimé sur du papier miméographe, son coût de production était initialement trop élevé pour qu'il dure. Ce n'est qu'après qu'elle « … a trouvé une imprimante offset… » et a eu plus d'abonnés que Transvestia devient un succès.
L'auditoire de Transvestia est alors largement constitué d'hommes intéressés par les vêtements féminins, dont les désirs sont mal considérés par le reste de la société. Bien que le magazine soit adressé aux travestis en général, il cible tout de même principalement les hommes dans la mesure où les femmes qui se travestissent ne sont, dans les années 1960, pas aussi marginalisées dans la société.
Virginia Prince meurt dans sa ville natale de Los Angeles le 2 mai 2009,.

## Terminologie trans, identité de travesti et critiques
Du fait de ses écrits, Virginia Prince est considérée comme une pionnière majeure de la communauté transgenre. Si elle écrit autant au sujet du cross-dressing et du travestisme, c'est en premier lieu pour se battre contre ceux qui s'opposent la liberté sexuelle,. Ainsi, dans son texte « The Expression of Femininity in the Male » (L'Expression de la Féminité chez le Mâle, sous le nom de plume « Virginia Bruce ») de 1967, Virginia Prince discute de l'association, couramment faite à l'époque, entre cross-dressing et déviation sexuelle. Rejetant fermement celle-ci, elle s'oppose aussi fortement à l'idée selon laquelle les vrais travestis seraient psychologiquement dérangés.
À travers d'autres de ses travaux, Virginia Prince aide à la popularisation du terme transgenre. Elle affirme d'ailleurs à tort être à l'origine des mots transgenriste et transgenrisme, mots qui pour elle se réfère aux gens qui, vivant à temps plein en tant que femme, n'ont cependant pas l'intention de recourir à la chirurgie de réattribution sexuelle. Virginia Prince défend également de manière constante l'idée selon laquelle le travestisme est très fermement lié au genre, et pas au sexe ou à la sexualité. Plutôt que le terme travesti, qu'elle juge corrompu et réserve aux homosexuels se travestissant et aux personnes « transsexuelles », Virginia Prince utilise femmiphile pour les travestis hétérosexuels agissant en raison de leur amour du féminin,,. Pour elle, le « vrai travesti » se distingue clairement à la fois de l'homosexuel et de la personne transsexuelle en ce qu'il est « exclusivement hétérosexuel... [et] valorise ses organes masculins, s'amuse à les utiliser et ne désire pas les retirer ». Bien qu'elle se sente une proximité avec le concept d'androgynie, affirmant, dans son 100e numéro autobiographique, qu'elle pouvait « …faire [son] propre truc peu importe ce que c'est… », elle s'identifie cependant davantage en tant que gynandre. Ceci car, bien que « Charles » réside toujours en elle, « …le féminin est plus important que le masculin ».
Au début des années 1970, Prince et ses approches sur le cross-dressing et le travestisme commencent à recevoir des critiques de la part de travestis et de personnes trans, ainsi que de sections des mouvements gays et féminins de l'époque. Ces critiques portent beaucoup sur la promotion que fait Virginia Prince des stéréotypes genrés traditionnels, ainsi que de normes sociétales conventionnelles, telles que le mariage et la famille traditionnelle. D'autres critiques ont également trait à ses tentatives d'exclusion des personnes trans, homosexuelles ou fétichistes de son mouvement en faveur de la normalisation du travestisme.